# Часовня Святой великомученицы Варвары (Улан-Удэ)
Часовня Св. великомученицы Варвары  — древлеправославная церковь в городе Улан-Удэ. Часовня была возведена в 2001 году в районе ТСК.

## История
Благодаря трудам прихожан и особенно Юрия Игнатьевича Калашникова и Виктора Григорьева, в 1999 году был решен земельный вопрос под строительство будущего храма. Выделено 50 соток земли в замечательном месте, в одном из самых доступных и видных мест города Улан-Удэ.
В 1999—2001 годы часовня была возведена.
14 августа 2001 года, на праздник Всемилостивого Спаса, было совершено малое освящение. Часовню назвали во имя Святой великомученицы Варвары. На престоле часовни хранится святой антиминс с частицей ее мощей.